# Ángela Serna
Ángela Serna est une poétesse et rhapsode espagnole, née en 1957 à Salamanque.

## Biographie
Ángela Serna naît en 1957 à Salamanque, en Castille-et-León.
Sa thèse de doctorat porte sur Les Procédés spatiaux dans l'œuvre de Gustave Flaubert.[réf. nécessaire]
Elle est professeur titulaire à l’université du Pays basque (Vitoria-Gasteiz), où elle habite. 
Elle est directrice et éditrice de la revue Texturas.
Sa poésie la plus connue est " Esta mi abuela ", où elle parle de sa grand-mère.
En 2005 elle a participé au festival de poésie Voix de la Méditerranée (Lodève, France).
En 2006 elle a été finaliste du 3e prix de poésie Angel Miguel Pozanco avec le poème Variaciones para un tambor (Variations pour un tambour).
Elle dirige, depuis 2006, les Rendez-vous poétiques (Citas con la poesia) organisés par la Maison de la Culture de Vitoria-Gasteiz (Pays basque).
Elle a été juré du prix de poésie, parmi lesquels le prix Ernestina de Champourcin.

## Publications
Recueils
- Vocaníbales, Voyelles cannibales in Antilogía poética, Arteragin, 1997
- Poétrica visualizable, Gala Naneres, 1996
- « Alfahar », Pliegos de la visión, nº 15, éd. Babilonia, 2001
- Del otro lado del espejo, accessit del premio Ciutat de Benicarló 1999, ed. Grupo poético Espinela, Benicarló, 2000
- Fases de Tumiluna, Arte Activo, 2002
- Luego será mañana (en otra habitación), Serna-Basoa, 2006
- Vecindades del aire, Arte Activo, Colección Menhir, 2006
- De eternidad en eternidad, ediciones La Palma, Colec. Ministerio del aire, Madrid, 2006
- Apuntes para una melodía futura, ediciones del 4 de agosto, Planeta clandestino nº 42, Logroño, 2007
- Variaciones/Variazioni, la stanza del poeta, Gaeta, Italie, 2007.

Anthologies
Ses poèmes ont été publiés dans de nombreuses anthologies, parmi lesquelles :
- José Carlos Beltrán, Antología de poesía visual española ante el nuevo milenio, ed. Arteragin, Vitoria-Gasteiz, 1999.
- Antonio Gómez et Juan Ricardo Montaña (dir.), La palabra imaginada, Badajoz, avril 1999.
- Blanca Millán Domínguez, Poesía visual en España, Información y Producciones s.l., Col. Ensayo nº 2, Madrid 1999.
- Poéticas visuales, Phayum, col. Candela B, 2000.
- José Carlos Beltrán, El color en la poesía visual, Colection Iconos, Información y Producciones s.l. Madrid,  (ISBN 978-84-89839-08-3).
- José Sarria, Diccionario de autores y obras corona del sur (1965-2000), Biblioteca fpv, ed. Corona del Sur, Malaga, 2001  (ISBN 84-95288-76-1).
- Francisco Peralto, Panóptico 2 (mil) + 1.- antología internacional de poesía visual, Corona del Sur, Malaga, 2001  (ISBN 84-95288-94-X).
- Elías Amézaga, 50 escritores vascos y un editor, Hilargi ed., Bizkaia, 2001, p. 174-175  (ISBN 84-607-3961-9).
- Cuadernos del matemático : Supplément “Poesía para ver”  (ISSN 1132-2403).
- Anfora Nova, nº 49-50, Rute 2002, p. 52-53  (ISSN 1135-5816).
- Pólvora blanca, antología de poetés por la paz y contra la guerra. Colectivo abierto de poetas cordobesas, Córdoba, 2003 (D.L. CO-1008/03).
- Félix Morales Prado (éd.), Santos Sanz Villanueva (dir.), Poesía experimental española (1963-2004), anthologie, Clásicos Marenostrum, Madrid, 2004  (ISBN 84-95509-66-0).
- Julián Alonso (dir.), TO2 o casi TO2, muestra incompleta de poesía visual, experimental y m@il-art en España, éd. Cer0 a la izquierda.
- « Poetas españolas de hoy », in José Antonio Santano (dir.), Cuadernos & Caridemo, nº 23, Almería, 2004, p. 23-25, 27  (ISSN 1697-2120).
- Víctor Pozanco, Antología de poesía visual, Biblioteca CyH Ciencias y Humanidades, Barcelone, 2005.
- Josefa Contijoch, Les vacants, antología de textos de donnes del segle XX, Col-lecció Palimpsest, MARCH-EDITOR, 2005,  (ISBN 84-95608-75-8). Préface de Pilar Rahola.
- El verbo descerrajado : antología de poemas en solidaridad con los presos políticos de Chile, Apostrophes Ediciones, Chili, 2005,  (ISBN 956-8230-19-X).
- Balbina Prior (dir.), Final de entrega, antología de poetas contra la violencia de género, Colectivo ediciones/Córdoba, 2006  (ISBN 84-611-0596-6).
- Alfonso López Gradolí (éd.), Poesía visual española (antología incompleta), éd. Calambur, Madrid, 2007  (ISBN 978-84-8359-004-1).
- V Encuentro nacional de escritores y poetas, Anuesca-El Campello, Universitat d´Alacant/Universidad de Alicante, ed. El taller del poeta, Pontevedra, 2007  (ISBN 978-84-96572-88-1).
- Interiores, antología 2007, Asociación cultural Myrtos 2007.
- Diego Marín (éd.), Vida de perros, ediciones del 4 de agosto, Logroño, 2007.
- Versos para la libertad, éd. Corona del Sur, Málaga, 2007, p. 61  (ISBN 978-84-96625-67-9).
- Decir que somos lo que somos, colectivo abierto de poetas cordobesas, Córdoba, édition d'Elena Cobos Ruiz, 2008.

Traductions
- Michel Butor, Description de san Marco, éd. Bassarai, Vitoria, 2000.
- Poèmes de Marie-Claire Bancquart, Amina Saïd, Jean-Michel Maulpoix, Josyane de Jesus-Bergey...

## Rhapsodie
En tant que rhapsode, elle a participé à deux CD de poésie en galicien : Bicos para Rosalía (poèmes de Rosalía de Castro) et Pensando nelas (poèmes de 20 poétesses galiciennes contemporaines) et à de nombreux récitals au Pays basque.

## Multimédia
- CD-Rom Poesía Visual 2002. Centro de Arte Moderno, Quilmes, Argentina. Réalisé par Roberto Mariano Monza.
- CD-Rom Art correu intercultural, mescla de noms, juin 2005. Coordonné par Raúl Gálvez.
- Prometeo Digital Poetas del siglo XXI.
- Palvreiros. Web Brésil.